# Museo Picasso (Parigi)
Il musée Picasso è una galleria pubblica d'arte, ospitata nel palazzo Salé, che si trova in Francia a Parigi nel quartiere Le Marais, all'indirizzo rue de Thorigny, 5. Contiene principalmente opere di Pablo Picasso.

## Storia

### Il palazzo
Palazzo Salé, l'hôtel particulier che ospita la collezione d'arte, è stato costruito tra il 1656 e il 1659 per conto di Pierre Aubert, signore di Fontenay, un esattore fiscale che si era arricchito raccogliendo la tassa sul sale (il nome del palazzo significa "salato"). L'architetto chiamato alla progettazione fu Jean Boullier di Bourges, conosciuto anche come Boullier de Bourges; il palazzo è considerato uno dei migliori edifici storici del Marais.
Il palazzo nel corso del tempo è passato varie volte di mano; tra i suoi occupanti vi furono l'ambasciata della Repubblica di Venezia (1671), ed in seguito François de Neufville, duca di Villeroi. Fu espropriato dallo stato durante la rivoluzione francese e nel 1815 diventò una che ebbe tra i suoi studenti Honoré de Balzac; ha anche ospitato la Scuola municipale di arti e mestieri. Nel 1964 fu acquistato dal comune di Parigi e nel 1968 ottenne lo status di monumento storico. Tra il 1974 e il 1980 fu sottoposto a lavori di restauro diretti da Bernard Vitry e Bernard Fonquernie della sovrintendenza al patrimonio monumentale.
Nel 1968 la Francia ha promulgato una legge che permette agli eredi di pagare le tasse di successione con opere d'arte anziché con il denaro, dal momento che l'arte è considerata un fattore fondamentale per lo sviluppo culturale del paese. Questa forma di pagamento è chiamata "dation" ed è comunque consentita solo in circostanze particolari.

### La collezione
Palazzo Salé fu scelto come sede del museo dedicato a Pablo Picasso  dopo un acceso dibattito sia a livello cittadino che nazionale. Fu indetto un concorso per stabilire chi dovesse occuparsi di progettarne la struttura e, nel 1976 tra le quattro proposte presentate fu scelta quella di Roland Simounet. 
Dominique Bozo, uno dei curatori del patrimonio museale nazionale, selezionò quali opere dell'artista spagnolo fossero adatte a fare parte della dation Picasso. la sua selezione fu in seguito rivista da Jean Leymarie e ratificata nel 1979. Comprendeva opere di Picasso realizzate con tutte le tecniche e risalenti a tutti i periodi dell'artista, caratterizzandosi particolarmente per la sua eccellente raccolta di sculture. Subito dopo la morte di Jacqueline Picasso avvenuta nel 1986, la figlia offrì una nuova dation. La collezione ha inoltre acquisito anche altre opere sia acquistandole che grazie a donazioni.
Picasso una volta disse: «Sono il più grande collezionista di opere di Picasso del mondo». Al momento della morte aveva infatti accumulato un'enorme raccolta di proprie opere, che andavano da semplici schizzi a veri e propri capolavori.
Il museo Picasso contiene più di 3.000 opere di Picasso tra cui disegni, ceramiche e dipinti. È inoltre completato dalla collezione personale dell'artista, che comprende opere di Cézanne, Degas, Rousseau, Seurat, de Chirico e Matisse. Sono presenti anche alcuni antichi bronzi Iberici ed una vasta raccolta di arte primitiva. Uno degli aspetti che più colpiscono del museo è che contiene un ampio numero di opere che Picasso dipinse dopo aver compiuto il settantesimo anno di età.
La direzione del museo ha compiuto un notevole sforzo per fornire ai visitatori informazioni addizionali. Ad esempio, alle opere di Picasso successive al 1950 si accompagnano i lavori dei vignettisti dell'epoca che le parodiavano o ne facevano la caricatura. Esistono alcune stanze adibite ad ospitare esposizioni tematiche, ma si è generalmente preferito seguire un ordine cronologico nel presentare dipinti, disegni, sculture e stampe. Sono esposti anche reperti di altro tipo come fotografie, manoscritti, ritagli di giornali dell'epoca che contribuiscono ad aumentare le informazioni sul contesto in cui l'artista operava.
Al secondo piano c'è una zona speciale a disposizione per esposizioni temporanee. Il terzo piano contiene invece la biblioteca, il settore documentazioni ed archivi (chiuso al pubblico ma a disposizione per eventuali ricerche)e gli uffici dei curatori.
Al momento il direttore del museo è Anne Baldassarri.

## Le opere maggiori

### Pablo Picasso
- Autoritratto (1901)
- La Celestina (1904)
- Due fratelli (1906)
- Natura morta con sedia impagliata (1912)
- Ritratto di Olga in poltrona (1917)
- Donna seduta (1920)
- Due donne che corrono sulla spiaggia (1922)
- Il flauto di Pan (1923)
- Paulo vestito da Arlecchino (1924)
- Il bacio (1925)
- La crocefissione (1930)
- Nudo in giardino (1934)
- Dora Maar seduta (1937)
- Ritratto di Marie-Thérèse (1937)
- Ritratto di Nush Eluard (1937)
- Donna seduta (1938)
- Maya con la bambola (1938)
- La cucina (1948)
- Massacro in Corea (1951)
- L'ombra (1953)